# ويغان أثلتيك
نادي ويغان أثلتيك لكرة القدم (بالإنجليزية: Wigan Athletic Football Club)‏ هو نادٍ إنجليزي لكرة قدم مقره بلدة ويجان، التي تقع في محيط مدينة مانشستر. يلعب الفريق في الدوري الإنجليزي الدرجة الأولى، لعب له سابقاً المصريان عمرو زكي وميدو والحارس العماني علي الحبسي .
حقق ويغان أثلتيك بطولة كأس الاتحاد الإنجليزي على حساب مانشستر سيتي حيث انتصر عليه بنتيجة 1-0 في موسم 2012–13

## وصلات خارجية
موقع الفريق الرسمي